# Leptogaster crockeri
Leptogaster crockeri är en tvåvingeart som beskrevs av Charles Howard Curran 1936. Leptogaster crockeri ingår i släktet Leptogaster och familjen rovflugor. Inga underarter finns listade i Catalogue of Life.